# Coniocompsa furcata
Coniocompsa furcata är en insektsart som beskrevs av Banks 1937. Coniocompsa furcata ingår i släktet Coniocompsa och familjen vaxsländor. Inga underarter finns listade i Catalogue of Life.